# Miasteczko Śląskie
Miasteczko Śląskie là một thị trấn thuộc huyện Tarnogórski, tỉnh Śląskie ở nam Ba Lan. Thị trấn có diện tích 68 km². Đến ngày 1 tháng 1 năm 2011, dân số của thị trấn là 7355 người và mật độ 108 người/km².